# The Ritual Killer
The Ritual Killer es una película estadounidense de acción y suspenso de 2023 dirigida por George Gallo. Está protagonizada por Cole Hauser y Morgan Freeman. Fue estrenada por Screen Media y Redbox Entertainment el 10 de marzo de 2023.

## Sinopsis
Incapaz de procesar la muerte de su hija, el detective de homicidios de Clinton, Misisipi, Lucas Boyd, se embarca en la búsqueda de un asesino en serie que actúa de acuerdo con un brutal ritual tribal conocido como Muti. La única persona que puede ayudar a Boyd es el Dr. Mackles, un antropólogo y profesor universitario local que esconde un secreto inconfesable.

## Reparto
- Morgan Freeman como Dr. Mackles
- Cole Hauser como el detective Lucas Boyd
- Vernon Davis como Randoku
- Giuseppe Zeno como el inspector Mario Lavazzi
- Murielle Hilaire como detective Kersch
- Luke Stratte-McClure como el detective Claussen
- Mayumi Roller como Deelie Boyd
- Brian Kurlander como Shelby Farner
- Aurora Cossio como la Sargento Downs
- Julie Lott como Doctor Mannheim
- Destiny Loren como Katie Franklin
- Peter Stormare como Capitán Marchand

## Producción
En agosto de 2021, se informó que George Gallo dirigiría la película de suspenso y acción Muti. El guion fue escrito por Bob Bowersox, Jennifer Lemmon, Francesco Cinquemani, Giorgia Iannone, Luca Giliberto y Ferdinando Dell'Omo, basado en una historia de Joe Lemmon, Cinquemani e Iannone. Cole Hauser, Morgan Freeman, Peter Stormare y Vernon Davis fueron anunciados como parte del elenco. El rodaje comenzó ese mismo mes en Jackson, Misisipi, con Murielle Hilaire y Julie Lott uniéndose al reparto. El rodaje adicional tuvo lugar en Roma, Italia.

## Estreno
En septiembre de 2021, Redbox Entertainment adquirió los derechos de distribución de la película en Estados Unidos y Canadá. En febrero de 2023, se lanzó el tráiler de la película, que revela su nuevo título, The Ritual Killer. Fue estrenada por Screen Media en cines, bajo demanda y como DVD y Blu-Ray exclusivo de Redbox el 10 de marzo de 2023.